# 莉兹·约翰逊
莉兹·约翰逊（英語：Liz Johnson，1985年12月3日—），英国女子游泳运动员。她曾代表英国参加2004年、2008年和2012年夏季残疾人奥林匹克运动会游泳比赛，获得一枚金牌、一枚银牌和一枚铜牌。